# Људмила Галкина
Људмила Иванова Галкина (рус. Людмила Ивановна Галкина; Саратов, 20. јануар 1972) била је као јуниорка совјетска, а попсле 1992. рускаатлетичарка, чија је специјалност била скок удаљ. Галкина је двострука светска првакиња и заслужни мајстор спорта Русије. Завршила је Саратовски педагошки институт
Галкина је два пута учествовала на Летњим олимпијским играма 1996. у Атланти и  2000. у Сиднеју. У Атланти није имала ниједан исправан скок, а у Сиднеју заузела је 8 место резултатом 6,56 м, али са ветром јачим од дозвољеног.

## Значајнији резултати
| Год                          | Такмичење                         | Место                        | Пласман                      | Резултат                     | Бел.                                     |                              |
| Представљала Совјетски Савез | Представљала Совјетски Савез      | Представљала Совјетски Савез | Представљала Совјетски Савез | Представљала Совјетски Савез | Представљала Совјетски Савез             | Представљала Совјетски Савез |
| ---------------------------- | --------------------------------- | ---------------------------- | ---------------------------- | ---------------------------- | ---------------------------------------- | ---------------------------- |
| 1990.                        | Светско првенство за јуниоре У-20 | Пловдив, Бугарска            | 7.                           | 6,45 м                       |                                          |                              |
| Представљала Русију          |                                   |                              |                              |                              |                                          |                              |
| 1993.                        | Светско првенство                 | Штутгарт, Немачка            | 5.                           | 6.74 м                       | Архивирано на веб-сајту (28. мај 2018)   |                              |
| 1994.                        | Европско првенство                | Хелсинки, Финска             | 16.                          | 6,26 м                       |                                          |                              |
| 1995.                        | Светско првенство у дворани       | Барселона, Шпанија           |                              | 6,95 м                       | Архивирано на веб-сајту (9. август 2019) |                              |
| 1997.                        | Светско првенство                 | Атина, Грчка                 |                              | 7,05 м ЛР                    | Архивирано на веб-сајту (28. мај 2018)   |                              |
| 1998.                        | Европско првенство                | Будимпешта, Мађарска         |                              | 7,06 м                       |                                          |                              |
| 2002.                        | Европско првенство у дворани      | Беч, Аустрија                |                              | 6,68 м                       |                                          |                              |

## Лични рекорди
| Дисциплина | Дисциплина   | Резултат | Место  | Датум             |
| ---------- | ------------ | -------- | ------ | ----------------- |
| Скок удаљ  | на отвореном | 7,05     | Атина  | 9. август 1997.   |
| Скок удаљ  | у дворани    | 7,00     | Москва | 16. фебруар 2001. |
| Троскок    | на отвореном | 13,67    | Атина  | 10. август 1991.  |
| Троскок    | у дворани    | 13,76    | Талин  | 25. фебруар 2004. |